# Luigi Fagioli
Luigi Fagioli, italijanski dirkač Formule 1, * 9. junij 1898, Osimo, Italija † 20. junij 1952, Monako. Luigi Fagioli je pokojni italijanski dirkač Formule 1. Na večjih evropskih dirkah je sodeloval in tudi zmagoval že mnogo pred začetkom prvenstva Formule 1, ki se je začela s sezono 1950, ko je imel že 52 let. Velja za enega najboljših italijanskih dirkačev v zgodovini motošporta.

## Zgodnja leta
Luigi Fagioli se je rodil 9. junija 1898 v italijanskem mestecu Osimo, Provincia di Ancona. Že v mladih letih se je navdušil nad relativno novim izumov, avtomobilom, in dirkanjem z njim. Kot naravno nadarjen dirkač, je mladi Fagioli več let dirkal na gorskih dirkah in dirkah športnih dirkalnikov, preden je začel v sezoni 1926 sodelovati na dirkah za Veliko nagrado. 

## Kariera

### Maserati in Alfa Romeo
V sezoni 1930 je naredil velik korak naprej s prestopom v Maserati, kjer je takoj opozoril nase z zmago na dirkah Coppa Ciano in Circuit of Avellino. V naslednji sezoni 1931 sta z Louisom Chironom, ki je dirkal z Bugattijem Type 51, uprizorila eno najslavnejših dirkaških dvobojev na dirki za Veliko nagrado Monaka, kjer je Chiron zmagal, toda Fagioli je pokazal svoj talent v dirkalniku mišljenem predvsem za hitra dirkališča, dirko je končal na drugem mestu. Fagioli je nato zmagal na dirki za Veliko nagrado Monze, kjer sta dirkala tudi njegova slovita rojaka, Tazio Nuvolari in Achille Varzi. Po sezoni 1932, v kateri je edino zmago dosegel na dirki za Veliko nagrado Rima ob tem pa še drugo mesto na prvenstveni dirki za Veliko nagrado Italije, je v naslednji sezoni 1933 prestopil v Scuderio Ferrari. Z dirkalnikom Alfa Romeo P3 je zmagal na dirkah Coppa Acerbo, Grand Prix du Comminges in Velika nagrada Italije, kar je bil njegov največji uspeh v karieri do tedaj.

### Mercedes in Auto Union
Kljub uspešni sezoni je pred sezono 1934 prestopil v Mercedes, kjer je sicer uspešno dirkal, a ni bil v dobrih odnosih z ostalimi dirkači moštva in šefom moštva. Na svoji prvi dirki Avusrennen v novem moštvu mu je šef moštva Alfred Neubauer ukazal, da ne sme napasti vodilnega dirkača in moštvenega kolego Manfreda von Brauchitscha, zato je Fagioli zapeljal v bokse in odstopil. Kljub težava v moštvu je ostal in drugič zapored zmagal na dirki Coppa Acerbo in skupaj z Rudolfom Caracciolo dosegel še drugo zaporedno zmago na dirki za Veliko nagrado Italije ter zmagal še na dirki za Veliko nagrado Španije. V sezono 1935 je zmagal na dirkah Velika nagrada Monaka, Avusrennen in Velika nagrada Penya Rhina, ob tem pa dosegel še druga mesta na prvenstvenih dirkah za Veliko nagrado Belgije, Veliko nagrado Švice in Veliko nagrado Španije, kar mu je prineslo drugo mesto v Evropskem avtomobilističnem prvenstvu. Toda odnosi z moštvom so se še poslabšali, posebno z Caracciolo, ki ga je Fagioli na nekaterih dirkah želel prehiteti kljub drugačnim moštvenih ukazom. Zato je po koncu sezone 1937 prestopil v Auto Union, toda rivalstvo s Caracciolo se je še stopnjevalo, na dirki za Veliko nagrado Tripolija v sezoni 1938 je Fagioli celo fizično napadel svojega nekdanjega moštvenega kolego. Tedaj je Fagiolijevo sposobnost za dirkanje omejevala tudi bolezen, zaradi katere je na dirki Coppa Acerbo moral odstopiti, saj še hoditi ni mogel brez bergel. 

### Formula 1
Po koncu druge svetovne vojne se mu je zdravje nekoliko izboljšalo, tako da je bil tudi v kratki karieri Formule 1 kar uspešen. V sezoni 1950 je z Alfo Romeo dosegel pet uvrstitev na stopničke na sedmih dirkah in tretje mesto v prvenstvu. V sezoni 1951 je nastopil le na eni dirki za Veliko nagrado Francije, na kateri je dosegel svojo edino zmago v Formuli 1, dirkal je skupaj s slovitim Juanom Manuelom Fangiem, in se zapisal v zgodovino Formule 1 kot najstarejši zmagovalec dirke za Veliko nagrado Formule 1. To pa je bila tudi njegova zadnja dirka Formule 1 v karieri.

## Smrtna nesreča
Leta 1952 je doživel nesrečo na dirki športnih dirkalnikov v Monaku, ki sicer ni izgledala zelo hudo, toda Fagioli je umrl tri tedne kasneje v bolnišnici zaradi notranjih krvavitev.

## Popolni rezultatiEvropskega avtomobilističnega prvenstva
(legenda) (odebeljene dirke pomenijo najboljši štartni položaj)
| Leto | Moštvo       | Tovarna       | 1       | 2       | 3       | 4       | 5     | Prv | Toč |
| ---- | ------------ | ------------- | ------- | ------- | ------- | ------- | ----- | --- | --- |
| 1931 | Maserati     | Maserati      | ITA     | FRA Ret | BEL     |         |       | 46= | 22  |
| 1932 | Maserati     | Maserati      | ITA 2   | FRA     | NEM     |         |       | 7   | 18  |
| 1935 | Daimler-Benz | Mercedes-Benz | BEL 2   | NEM 6   | ŠVI 2   | ITA Ret | ŠPA 2 | 2   | 17  |
| 1936 | Daimler-Benz | Mercedes-Benz | MON Ret | NEM 5   | ŠVI Ret | ITA     |       | 14= | 26  |
| 1937 | Auto Union   | Auto Union    | BEL     | NEM     | MON     | ŠVI 7   | ITA   | 20= | 36  |

official site

## Popolni rezultati Formule 1
(legenda) (odebeljene dirke pomenijo najboljši štartni položaj, poševne pa najhitrejši krog, †-uvrščen kljub odstopu)
| Leto | Moštvo         | Šasija          | Motor          | 1    | 2       | 3   | 4     | 5     | 6     | 7     | 8   | Prv | Toč     |
| ---- | -------------- | --------------- | -------------- | ---- | ------- | --- | ----- | ----- | ----- | ----- | --- | --- | ------- |
| 1950 | Alfa Romeo SpA | Alfa Romeo 158  | Alfa Romeo L8C | VB 2 | MON Ret | 500 | ŠVI 2 | BEL 2 | FRA 2 | ITA 3 |     | 3.  | 24 (28) |
| 1951 | Alfa Romeo SpA | Alfa Romeo 159B | Alfa Romeo L8C | ŠVI  | 500     | BEL | FRA 1 | VB    | NEM   | ITA   | ŠPA | 11. | 4       |